# Sofias flygplats
Sofias flygplats (IATA: SOF, ICAO: LBSF) (bulgariska: Летище София) är en internationell flygplats i Bulgarien, 10 km öst om staden Sofia. Det är Bulgariens största internationella flygplats. Under 2016 trafikerades flygplatsen av nära 5 miljoner passagerare.
Flygplatsen är en hubb för flygbolagen BH Air, Bulgaria Air, Bulgarian Air Charter, Ryanair och Wizz Air.